# Rubén Etchebarne
Rubén Etchebarne (ur. 8 września 1936 w Mercedesie) – urugwajski kolarz torowy i szosowy, dwukrotny olimpijczyk, zdobywca złotego medalu w 4000 m drużynowo na dochodzenie na Igrzyskach Panamerykańskich 1963, brązowy medalista Mistrzostw Świata w Kolarstwie Szosowym 1962 w drużynowej jeździe na czas mężczyzn.

## Wyniki olimpijskie
| Igrzyska   | Konkurencja                             | Czas    | Wynik                 |
| ---------- | --------------------------------------- | ------- | --------------------- |
| Rzym 1960  | Wyścig indywidualny ze startu wspólnego | DNF     | DNF                   |
| Rzym 1960  | 4000 m drużynowo na dochodzenie         | 4:47.83 | 1. w biegu 10 rundy 1 |
| Tokio 1964 | 4000 m na dochodzenie                   | 5:17.11 | 2. w biegu 6 rundy 1  |
| Tokio 1964 | 4000 m drużynowo na dochodzenie         | DNF     | DNF                   |